# Kilju
Kilju är en ort i Nordkorea.   Den ligger i provinsen Hambuk, i den nordöstra delen av landet, 400 km nordost om huvudstaden Pyongyang. Kilju ligger 129 meter över havet och antalet invånare är 63 652.
Terrängen runt Kilju är kuperad åt nordost, men åt sydväst är den platt. Runt Kilju är det ganska tätbefolkat, med 124 invånare per kvadratkilometer. Det finns inga andra samhällen i närheten. Trakten runt Kilju består till största delen av jordbruksmark.